# 鵝貢省

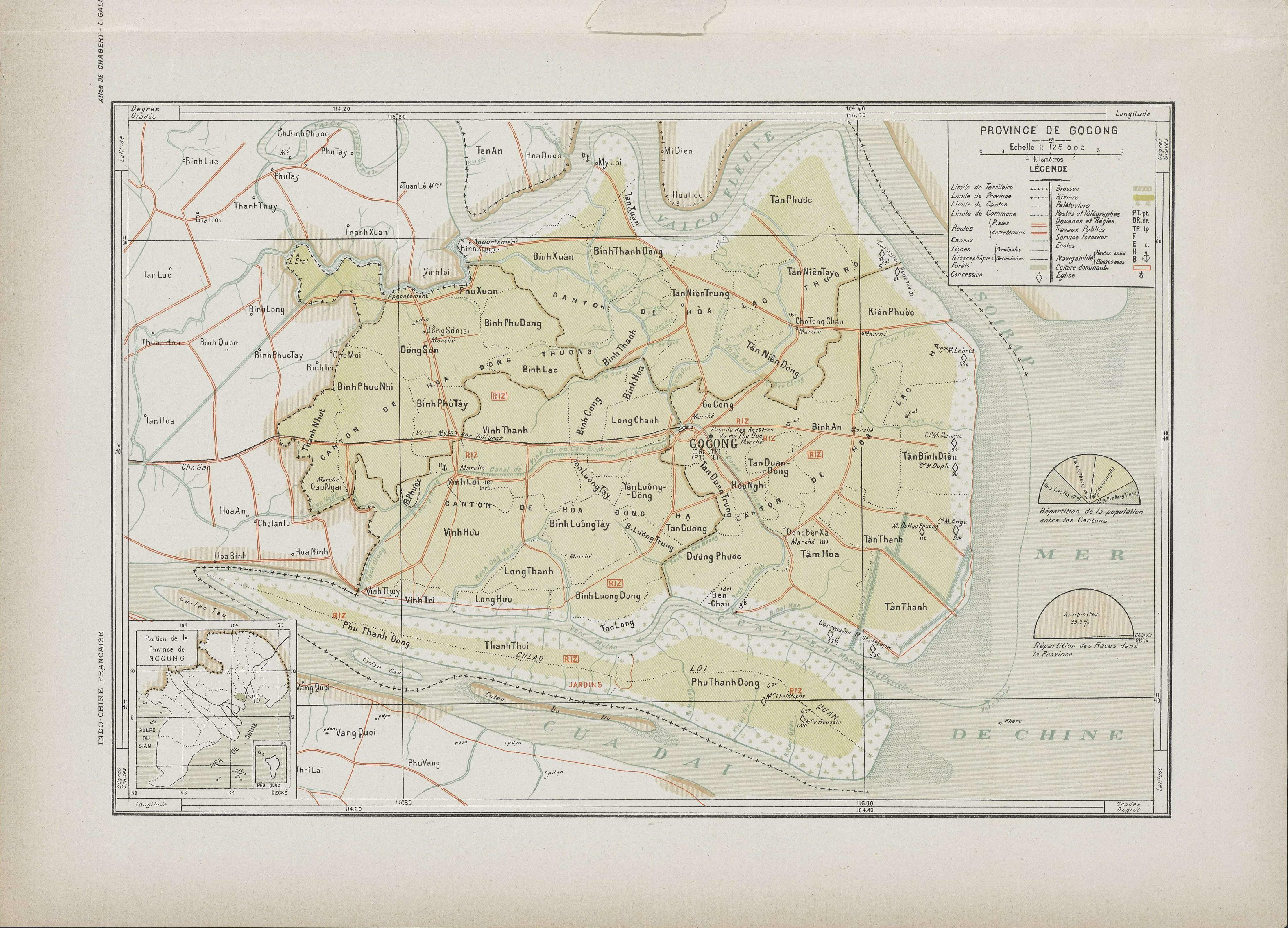
法属印度支那时期的鵝貢省地图

鵝貢省（越南语：／）是越南曾经设立的一个省。该省占地面积580平方公里，毗邻嘉定省、隆安省、定祥省、建和省。
1975年11月，越南南方共和国臨時革命政府将鵝貢省并入前江省。

## 行政區劃
1970年，鵝貢省下轄4郡。
- 和平郡
- 和同郡
- 和樂郡
- 和新郡